# عباس واحدیان شاهرودی
عباس واحدیان شاهرودی نویسنده، پژوهشگر، فعال سیاسی و زندانی سیاسی اهل ایران است. وی یکی از امضاکنندگان بیانیهٔ ۱۴ فعال سیاسی و مدنی برای کناره‌گیری خامنه‌ای از حکومت و نیز گذار از نظام جمهوری اسلامی ایران است. وی به ۲۱ سال زندان محکوم شد.
وی کتابی به‌نام بازگشت چنگیز خان مغول نیز نوشته‌است.

## دستگیری
واحدیان در روز ۲۷ مرداد ۱۳۹۸ در پی یورش مأموران امنیتی به منزلش در مشهد بازداشت شد و به مکان نامعلومی منتقل گردید. شهلا جهان‌بین، همسر او نیز در همان روز بازداشت شد.
هنگامه، دختر عباس واحدیان شاهرودی به صدای آمریکا گفت که مأموران به خواهر خردسال و ۹ ساله‌اش گفتند که پدرت را می‌کشیم و برادر ۲۰ ساله‌اش را به بازداشت تهدید کردند. وی پیش‌تر نیز در ۱۹ مهر ۱۳۹۷ و همچنین شش سال پیش از این، به اتهاماتی سیاسی، بازداشت شده‌بود.

## اتهام‌ها و محکومیت
واحدیان شاهرودی به حکم دادگاه انقلاب مشهد، به اتهام توهین به خمینی و خامنه‌ای، براندازی حکومت جمهوری اسلامی، تبلیغ علیه نظام، مصاحبه با رسانه‌های معاند نظام، تشویش اذهان عمومی، تشکیل گروه تلگرامی به قصد نشر اکاذیب و برهم زدن امنیت ملی، اجتماع و ارتباط با گروه‌های معاند نظام، به حبس طولانی، ۲۱ سال زندان محکوم شد. ۴۵ روز از محکومیت وی، در سلول انفرادی سپری شد.

## زندان
واحدیان شاهرودی به‌مدت ۹ ماه بلاتکلیف بود و به پرونده‌اش رسیدگی نمی‌شد. به‌گفتهٔ شبکهٔ مدافعین حقوق بشر در ایران، برای آزار بیش‌تر وی، او را مجبور کردند تا در برابر توالت‌ها بخوابد. برای تحت فشار گذاشتن او، ارتباط تلفنی‌اش با خانواده و مادر بیمارش را قطع کردند و در دوره‌ای، از رفتنش به مرخصی جلوگیری نمودند.

واحدیان شاهرودی در زندان، از قرنطینه به بند مجرمان خطرناک، منتقل شد و مورد حملهٔ چند تن از زندانیان قرار گرفت. او در تماسی تلفنی از زندان وکیل‌آباد مشهد با خانواده‌اش، گفت: 
«صبح دوشنبه که زندانیان را برای هواخوری برده بودند، سه-چهار نفر دورم جمع شدند و یک نفر سعی کرد تا با چاقو شاهرگم را بزند.»
او در زندان به عفونت ریه و نیز به دلیل مرخصی نیافتن در دورهٔ دنیاگیری کروناویروس به کرونا دچار شد.
اصغر سپهری، برادر محمدحسین سپهری گفته بود که مقامات قوه قضاییه، بیماری کرونا را به عنوان ابزاری برای شکنجه بر ضد زندانیان سیاسی به کار گرفته‌اند.

## بازداشت محکومیت و دوباره
عباس واحدیان شاهرودی، معلم زندانی سیاسی، در محکومیتی دیگر از سوی دادگاه انقلاب مشهد، به ۱۰ سال حبس، محکوم شد.

## واکنش به بازداشت درخواست‌کنندگان کناره‌گیری خامنه‌ای
- مورگان اورتگاس، سخنگوی وزارت خارجه آمریکا با نام بردن از عبدالرسول مرتضوی، هاشم خواستار، محمد نوری‌زاد، محمدحسین سپهری، فاطمه سپهری و چند تن دیگر، کیفر طولانی مدت آن‌ها را به دلیل «درخواست‌شان برای ایجاد تغییرات سیاسی»، محکوم کرد و خواستار آزادی فوری‌شان شد.[۲۲][۲۳][۲۴][۲۵]
- در ۱۴ اسفند ۱۴۰۰ عفو بین‌الملل خواستار آزادی فوری و بدون قید و شرط عباس واحدیان شد.[۳]